# おーぷん☆きゃんばす
「おーぷん☆きゃんばす」は、2012年10月24日にGloryHeavenから発売されたシングル。

## 概要
表題曲『おーぷん☆きゃんばす』は、テレビアニメ『ひだまりスケッチ×ハニカム』『ひだまりスケッチ 沙英・ヒロ 卒業編』およびランティスウェブラジオ『ひだまりラジオ×ハニカム』のオープニングテーマ。歌っているのは同アニメで、ゆの、宮子、ヒロ、沙英、乃莉、なずな役を演じる阿澄佳奈、水橋かおり、後藤邑子、新谷良子、原田ひとみ、小見川千明。乃莉となずなの1年生コンビにとっては初のオープニングテーマ登場となった。
また、カップリング曲『またね、ようこそ、ひだまり荘』は、テレビアニメ『ひだまりスケッチ 沙英・ヒロ 卒業編』の第2話エンディングテーマとなっている。

## 収録曲
（全作詞：ZAQ）
1. おーぷん☆きゃんばす
作曲：ZAQ、編曲：A-bee
歌：ゆの（CV.阿澄佳奈）、宮子（CV.水橋かおり）、ヒロ（CV.後藤邑子）、沙英（CV.新谷良子）、乃莉（CV.原田ひとみ）、なずな（CV.小見川千明）
  - テレビアニメ『ひだまりスケッチ×ハニカム』オープニングテーマ
  - テレビアニメ『ひだまりスケッチ 沙英・ヒロ 卒業編』オープニングテーマ
  - Webラジオ『ひだまりラジオ×ハニカム』オープニングテーマ
2. またね、ようこそ、ひだまり荘
作曲・編曲：三輪智也
歌：ゆの（CV.阿澄佳奈）、宮子（CV.水橋かおり）
  - テレビアニメ『ひだまりスケッチ 沙英・ヒロ 卒業編』エンディングテーマ
3. おーぷん☆きゃんばす （Off Vocal）
4. またね、ようこそ、ひだまり荘 （Off Vocal）